# وليد علي عصمان
وليد علي عصمان  من مواليد 28 فبراير 1977 في صبراتة، ليبيا، وهو لاعب كرة قدم ليبي (ظهير أيمن) يلعب حاليا لنادي الاتحاد، ويلعب أيضا في المنتخب الليبي لكرة القدم.

## روابط خارجية
- وليد علي عصمان على موقع قاعدة بيانات كرة القدم.إي يو (الإنجليزية)
- وليد علي عصمان على موقع ناشيونال فوتبول تيمز (الإنجليزية)
- وليد علي عصمان على موقع كووورة